# Férfi kétkaros súlyemelés az 1896. évi nyári olimpiai játékokon
A férfi kétkaros súlyemelés egyike volt a két súlyemelő versenyszámnak az olimpián. Ez a versenyszám nagyon hasonlított a mai lökéshez. Az emelőknek három lehetőségük volt. Minden versenyző egyszer próbálkozott, majd következett egy másik versenyző, és így tovább. Miután egy sorozat lement, újból az első próbálkozó következett. A harmadik sorozat befejeztével, az első három helyezett ismét kapott három lehetőséget, a korábban írt rendszer szerint. Ez volt az első súlyemelő versenyszám a játékokon.
5 nemzet 6 versenyzője vett részt ezen a versenyen.

## Érmesek
| Arany                      | Ezüst                                    | Bronz                                   |
| Viggo Jensen · Dánia (DEN) | Launceston Elliot · Nagy-Britannia (GBR) | Szotíriosz Verszísz · Görögország (GRE) |

## Eredmények
| Helyezés | Versenyző                   | Eredmény |
| -------- | --------------------------- | -------- |
| Arany    | Viggo Jensen (DEN)          | 111,5 kg |
| Ezüst    | Launceston Elliot (GBR)     | 111,5 kg |
| Bronz    | Szotíriosz Verszísz (GRE)   | 90,0 kg  |
| 4.       | Jórgosz Papaszidérisz (GRE) | 90,0 kg  |
| 4.       | Carl Schuhmann (GER)        | 90,0 kg  |
| 6.       | Tapavicza Momcsilló (HUN)   | 80,0 kg  |

A dán Viggo Jensen és a brit Launceston Elliot is 111,5 kilogrammot emelt. A döntő szó György görög királyi hercegé volt, aki Jensent hozta ki győztesnek, mert szerinte ő emelt szebb technikával. A brit delegáció azonban tiltakozását fejezte ki, és ezzel elérték azt, hogy még egy próbát tehettek. Azonban egyikük sem tudta felülmúlni korábbi teljesítményét, így Jensen lett az aranyérmes és Elliot lett a második. Jensen pórul járt a bónusz körrel, ugyanis elég súlyosan megsérült, mivel akkora súlyt akart felemelni, amelyre nem volt képes. A harmadik helyen a görög Szotíriosz Verszísz végzett 90 kilogrammos eredménnyel.